# 布雷肯座堂
布雷肯座堂（英語：Brecon Cathedral）是位於英國威爾斯城市布雷肯的一座威爾斯教會的教堂。教堂曾是一座早期凱爾特人教堂。在1215年，教堂進行重建，外觀為哥特式建築。布雷肯主教座堂是英國的一級保護建築。

## 外部連結
- Brecon Cathedral （页面存档备份，存于）
- Brecon Cathedral photograph （页面存档备份，存于）
- Brecon Cathedral photographs (Flickr photo group) （页面存档备份，存于）